# Copa Pan-Americana de Voleibol Feminino de 2008
O Copa Pan-Americana de Voleibol Feminino de 2008 foi a 7ª edição do torneio organizado pela União Pan-Americana de Voleibol (UPV), em parceria com a NORCECA e CSV, realizado no período de30 de maio a 7 de junho nas cidades mexicanas de Tijuana e Mexicali, contou com a participação de doze equipes, serviu também como classificatório para edição do Grand Prix de Voleibol de 2009 , cujas partidas ocorreram no Centro de Alto Rendimiento (Tijuana) e no  Auditorio del Estado

## Seleções participantes
As seguintes seleções participaram da Copa Pan-Americana de Voleibol Feminino:
| Equipe               | Última participação |
| -------------------- | ------------------- |
| México               | (Sede), 10º em 2007 |
| Argentina            | 6º em 2007          |
| Brasil               | 2º em 2007          |
| Canadá               | 9º em 2007          |
| Costa Rica           | 8º em 2007          |
| Cuba                 | 1º em 2007          |
| Estados Unidos       | 4º em 2007          |
| Peru                 | 7º em 2007          |
| Porto Rico           | 5º em 2007          |
| República Dominicana | 3º em 2007          |
| Trinidad e Tobago    | 12º em 2007         |
| Uruguai              | 11º em 2007         |

## Formato da disputa
As doze seleções foram divididas proporcionalmente em Grupos A e B; em cada grupo as seleções se enfrentam entre si, e ao final dos confrontos a melhor equipe de cada grupo classifica-se automaticamente para as semifinais; já as segundas e terceiras posições disputaram as quartas de final (cruzamento olímpico).
As equipes posicionadas na quarta e quinta posição de cada grupo disputaram as classificações do quinto ao décimo segundo lugares.
Os perdedores das quartas de final disputaram as classificações do sétimo ao décimo lugares, já os  vencedores das quartas de final disputaram as semifinais e destes confrontos as melhores equipes fizeram a final e os perdedores a disputa do bronze.
A pontuação conforme regulamento da competição foi firmada da seguinte forma:
- Partida vencida = 2 pontos;
- Partida perdida = 1 ponto;
- Partida abandonada = 0 ponto.

Em caso de desempate, foram adotados os seguintes critérios:
1. Proporção entre pontos ganhos e pontos perdidos (razão de pontos).
2. Proporção entre os sets ganhos e os sets perdidos (relação Sets).
3. Se o empate persistir entre duas equipes, a prioridade é dada à equipe que venceu a última partida entre as equipes envolvidas.
4. Se o empate persistir entre três equipes ou mais, uma nova classificação será feita levando-se em conta apenas as partidas entre as equipes envolvidas.

## Fase classificatória
Classificação

## Grupo A
|     |                      |     | Jogos | Jogos | Jogos | Resultados | Resultados | Resultados | Resultados | Resultados | Resultados | Sets | Sets | Sets  | Pontos | Pontos | Pontos |
| Pos | Equipe               | Pts | T     | V     | D     | 3–0        | 3–1        | 3–2        | 2–3        | 1–3        | 0–3        | V    | P    | R     | V      | P      | R      |
| --- | -------------------- | --- | ----- | ----- | ----- | ---------- | ---------- | ---------- | ---------- | ---------- | ---------- | ---- | ---- | ----- | ------ | ------ | ------ |
| 1   | República Dominicana | 11  | 5     | 4     | 1     | 3          | 0          | 1          | 0          | 1          | 0          | 13   | 5    | 2.600 | 428    | 329    | 1.301  |
| 2   | Estados Unidos       | 13  | 5     | 4     | 1     | 4          | 0          | 0          | 1          | 0          | 0          | 14   | 3    | 4.667 | 408    | 317    | 1.287  |
| 3   | Argentina            | 12  | 5     | 4     | 1     | 3          | 1          | 0          | 0          | 0          | 1          | 12   | 4    | 3,000 | 377    | 306    | 1.232  |
| 4   | México               | 5   | 5     | 2     | 3     | 0          | 1          | 1          | 0          | 0          | 3          | 6    | 12   | 0.500 | 349    | 399    | 0.875  |
| 5   | Costa Rica           | 4   | 5     | 1     | 4     | 1          | 0          | 0          | 1          | 0          | 3          | 5    | 12   | 0.417 | 314    | 366    | 0.858  |
| 6   | Trinidad e Tobago    | 0   | 5     | 0     | 5     | 0          | 0          | 0          | 0          | 1          | 4          | 1    | 15   | 0.067 | 261    | 395    | 0.661  |

Resultados
| 30 de maio de 2008 16:00 Relatório | Argentina | 3 — 0             | Trinidad e Tobago | Auditorio del Estado, Mexicali |
| 30 de maio de 2008 16:00 Relatório | 25        | Set 1 Set 2 Set 3 | 13 17 16          | Auditorio del Estado, Mexicali |

| 30 de maio de 2008 18:00 Relatório | Estados Unidos | 2 — 3                         | República Dominicana | Auditorio del Estado, Mexicali |
| 30 de maio de 2008 18:00 Relatório | 25 18 27 23 8  | Set 1 Set 2 Set 3 Set 4 Set 5 | 20 25 15             | Auditorio del Estado, Mexicali |

| 30 de maio de 2008 20:00 Relatório | México         | 3 — 2                         | Costa Rica  | Auditorio del Estado, Mexicali |
| 30 de maio de 2008 20:00 Relatório | 25 21 23 25 15 | Set 1 Set 2 Set 3 Set 4 Set 5 | 19 25 19 10 | Auditorio del Estado, Mexicali |

| 31 de maio de 2008 16:00 Relatório | Costa Rica | 0 — 3             | Estados Unidos | Auditorio del Estado, Mexicali |
| 31 de maio de 2008 16:00 Relatório | 20 10 25   | Set 1 Set 2 Set 3 | 25 27          | Auditorio del Estado, Mexicali |

| 31 de maio de 2008 18:00 Relatório | República Dominicana | 3 — 0             | Trinidad e Tobago | Auditorio del Estado, Mexicali |
| 31 de maio de 2008 18:00 Relatório | 25                   | Set 1 Set 2 Set 3 | 12 17             | Auditorio del Estado, Mexicali |

| 31 de maio de 2008 208:00 Relatório | Argentina | 3 — 0             | México   | Auditorio del Estado, Mexicali |
| 31 de maio de 2008 208:00 Relatório | 25        | Set 1 Set 2 Set 3 | 16 18 16 | Auditorio del Estado, Mexicali |

| 1 de junho de 2008 16:00 Relatório | Costa Rica | 0 — 3             | República Dominicana | Auditorio del Estado, Mexicali |
| 1 de junho de 2008 16:00 Relatório | 15 17 19   | Set 1 Set 2 Set 3 | 25                   | Auditorio del Estado, Mexicali |

| 1 de junho de 2008 18:00 Relatório | Estados Unidos | 3 — 0             | Argentina | Auditorio del Estado, Mexicali |
| 1 de junho de 2008 18:00 Relatório | 25 30          | Set 1 Set 2 Set 3 | 16 18 28  | Auditorio del Estado, Mexicali |

| 1 de junho de 2008 20:00 Relatório | México   | 3 — 1                   | Trinidad e Tobago | Auditorio del Estado, Mexicali |
| 1 de junho de 2008 20:00 Relatório | 25 20 25 | Set 1 Set 2 Set 3 Set 4 | 23 14 25 14       | Auditorio del Estado, Mexicali |

| 2 de junho de 2008 16:00 Relatório | Trinidad e Tobago | 0 — 3             | Costa Rica | Auditorio del Estado, Mexicali |
| 2 de junho de 2008 16:00 Relatório | 21 15 21          | Set 1 Set 2 Set 3 | 25         | Auditorio del Estado, Mexicali |

| 2 de junho de 2008 18:00 Relatório | República Dominicana | 1 — 3                   | Argentina | Auditorio del Estado, Mexicali |
| 2 de junho de 2008 18:00 Relatório | 25 23 22             | Set 1 Set 2 Set 3 Set 4 | 15 25     | Auditorio del Estado, Mexicali |

| 2 de junho de 2008 20:00 Relatório | Estados Unidos | 3 — 0             | México   | Auditorio del Estado, Mexicali |
| 2 de junho de 2008 20:00 Relatório | 25             | Set 1 Set 2 Set 3 | 18 22 14 | Auditorio del Estado, Mexicali |

| 3 de junho de 2008 16:00 Relatório | Trinidad e Tobago | 0 — 3             | Estados Unidos | Auditorio del Estado, Mexicali |
| 3 de junho de 2008 16:00 Relatório | 11 14             | Set 1 Set 2 Set 3 | 25             | Auditorio del Estado, Mexicali |

| 3 de junho de 2008 18:00 Relatório | Costa Rica | 0 — 3             | Argentina | Auditorio del Estado, Mexicali |
| 3 de junho de 2008 18:00 Relatório | 15 7 15    | Set 1 Set 2 Set 3 | 25        | Auditorio del Estado, Mexicali |

| 3 de junho de 2008 20:00 Relatório | México  | 0 — 3             | República Dominicana | Auditorio del Estado, Mexicali |
| 3 de junho de 2008 20:00 Relatório | 19 15 7 | Set 1 Set 2 Set 3 | 25                   | Auditorio del Estado, Mexicali |

## Grupo B
|     |            |     | Jogos | Jogos | Jogos | Resultados | Resultados | Resultados | Resultados | Resultados | Resultados | Sets | Sets | Sets   | Pontos | Pontos | Pontos |
| Pos | Equipe     | Pts | T     | V     | D     | 3–0        | 3–1        | 3–2        | 2–3        | 1–3        | 0–3        | V    | P    | R      | V      | P      | R      |
| --- | ---------- | --- | ----- | ----- | ----- | ---------- | ---------- | ---------- | ---------- | ---------- | ---------- | ---- | ---- | ------ | ------ | ------ | ------ |
| 1   | Brasil     | 15  | 5     | 5     | 0     | 4          | 1          | 0          | 0          | 0          | 0          | 15   | 1    | 15,000 | 398    | 264    | 1.508  |
| 2   | Canadá     | 11  | 5     | 4     | 1     | 2          | 1          | 1          | 0          | 1          | 0          | 13   | 6    | 2.167  | 420    | 387    | 1.085  |
| 3   | Porto Rico | 9   | 5     | 3     | 2     | 2          | 1          | 0          | 0          | 1          | 1          | 10   | 7    | 1.429  | 373    | 353    | 1.057  |
| 4   | Peru       | 5   | 5     | 2     | 3     | 1          | 0          | 1          | 0          | 0          | 3          | 6    | 11   | 0.545  | 344    | 382    | 0.901  |
| 5   | Venezuela  | 4   | 5     | 1     | 4     | 1          | 0          | 0          | 1          | 0          | 3          | 5    | 12   | 0.417  | 381    | 403    | 0.945  |
| 6   | Cuba       | 1   | 5     | 0     | 5     | 0          | 0          | 0          | 1          | 1          | 3          | 3    | 15   | 0.200  | 336    | 429    | 0.783  |

Resultados
| 30 de maio de 2008 16:00 Relatório | Venezuela | 0 — 3             | Brasil | CAR, Tijuana |
| 30 de maio de 2008 16:00 Relatório | 11 21 19  | Set 1 Set 2 Set 3 | 25     | CAR, Tijuana |

| 30 de maio de 2008 18:00 Relatório | Peru     | 0 — 3             | Porto Rico | CAR, Tijuana |
| 30 de maio de 2008 18:00 Relatório | 20 17 21 | Set 1 Set 2 Set 3 | 25         | CAR, Tijuana |

| 30 de maio de 2008 20:00 Relatório | Cuba           | 2 — 3                         | Canadá         | CAR, Tijuana |
| 30 de maio de 2008 20:00 Relatório | 25 19 25 12 15 | Set 1 Set 2 Set 3 Set 4 Set 5 | 20 25 21 25 17 | CAR, Tijuana |

| 31 de maio de 2008 16:00 Relatório | Venezuela      | 2 — 3                         | Peru        | CAR, Tijuana |
| 31 de maio de 2008 16:00 Relatório | 25 19 23 25 11 | Set 1 Set 2 Set 3 Set 4 Set 5 | 22 25 20 15 | CAR, Tijuana |

| 31 de maio de 2008 18:00 Relatório | Porto Rico | 3 — 1                   | Cuba  | CAR, Tijuana |
| 31 de maio de 2008 18:00 Relatório | 20 25      | Set 1 Set 2 Set 3 Set 4 | 25 16 | CAR, Tijuana |

| 31 de maio de 2008 20:00 Relatório | Brasil   | 3 — 1                   | Canadá   | CAR, Tijuana |
| 31 de maio de 2008 20:00 Relatório | 25 23 25 | Set 1 Set 2 Set 3 Set 4 | 14 25 13 | CAR, Tijuana |

| 1 de junho de 2008 16:00 Relatório | Venezuela | 0 — 3             | Canadá | CAR, Tijuana |
| 1 de junho de 2008 16:00 Relatório | 20 21 22  | Set 1 Set 2 Set 3 | 25     | CAR, Tijuana |

| 1 de junho de 2008 18:00 Relatório | Porto Rico | 0 — 3             | Brasil | CAR, Tijuana |
| 1 de junho de 2008 18:00 Relatório | 20 14      | Set 1 Set 2 Set 3 | 25     | CAR, Tijuana |

| 1 de junho de 2008 20:00 Relatório | Cuba     | 0 — 3             | Peru  | CAR, Tijuana |
| 1 de junho de 2008 20:00 Relatório | 24 14 16 | Set 1 Set 2 Set 3 | 26 25 | CAR, Tijuana |

| 2 de junho de 2008 16:00 Relatório | Venezuela | 0 — 3             | Cuba     | CAR, Tijuana |
| 2 de junho de 2008 16:00 Relatório | 25        | Set 1 Set 2 Set 3 | 23 20 23 | CAR, Tijuana |

| 2 de junho de 2008 18:00 Relatório | Canadá   | 3 — 1                   | Porto Rico  | CAR, Tijuana |
| 2 de junho de 2008 18:00 Relatório | 25 22 25 | Set 1 Set 2 Set 3 Set 4 | 16 19 25 20 | CAR, Tijuana |

| 2 de junho de 2008 20:00 Relatório | Brasil | 3 — 0             | Peru  | CAR, Tijuana |
| 2 de junho de 2008 20:00 Relatório | 25     | Set 1 Set 2 Set 3 | 11 20 | CAR, Tijuana |

| 3 de junho de 2008 16:00 Relatório | Porto Rico | 3 — 0             | Venezuela | CAR, Tijuana |
| 3 de junho de 2008 16:00 Relatório | 25         | Set 1 Set 2 Set 3 | 17 21 12  | CAR, Tijuana |

| 3 de junho de 2008 18:00 Relatório | Peru     | 0 — 3             | Canadá | CAR, Tijuana |
| 3 de junho de 2008 18:00 Relatório | 20 12 18 | Set 1 Set 2 Set 3 | 25     | CAR, Tijuana |

| 3 de junho de 2008 20:00 Relatório | Cuba     | 0 — 3             | Brasil | CAR, Tijuana |
| 3 de junho de 2008 20:00 Relatório | 20 11 16 | Set 1 Set 2 Set 3 | 25     | CAR, Tijuana |

## Fase final

### Chaveamento final
|  | Quartas de finais | Quartas de finais | Quartas de finais |  |  | Semifinais | Semifinais           | Semifinais |  |  | Final    | Final                | Final    |
|  |                   |                   |                   |  |  |            |                      |            |  |  |          |                      |          |
|  |                   |                   |                   |  |  | B1         | Brasil               | 3          |  |  |          |                      |          |
|  | A3                | Argentina         | 3                 |  |  | A3         | Argentina            | 0          |  |  |          |                      |          |
|  | B2                | Canadá            | 2                 |  |  |            |                      |            |  |  | B1       | Brasil               | 2        |
|  |                   |                   |                   |  |  |            |                      |            |  |  | A1       | República Dominicana | 3        |
|  |                   |                   |                   |  |  | A1         | República Dominicana | 3          |  |  |          |                      |          |
|  | A2                | Estados Unidos    | 1                 |  |  | B3         | Porto Rico           | 1          |  |  | 3° lugar | 3° lugar             | 3° lugar |
|  | B3                | Porto Rico        | 3                 |  |  |            |                      |            |  |  | A3       | Argentina            | 3        |
|  |                   |                   |                   |  |  |            |                      |            |  |  | B3       | Porto Rico           | 1        |

## Décimo primeiro lugar
Resultado
| 5 de junho de 2008 12:00 Relatório | Trinidad e Tobago | 0 — 3             | Cuba | Auditorio del Estado, Mexicali |
| 5 de junho de 2008 12:00 Relatório | 14 12 14          | Set 1 Set 2 Set 3 | 25   | Auditorio del Estado, Mexicali |

## Oitavas de final B
Resultados
| 5 de junho de 2008 14:00 Relatório | Costa Rica | 0 — 3             | Peru | Auditorio del Estado, Mexicali |
| 5 de junho de 2008 14:00 Relatório | 15 19 13   | Set 1 Set 2 Set 3 | 25   | Auditorio del Estado, Mexicali |

| 5 de junho de 2008 12:00 Relatório | México   | 1 — 3                   | Venezuela | Auditorio del Estado, Mexicali |
| 5 de junho de 2008 12:00 Relatório | 27 16 19 | Set 1 Set 2 Set 3 Set 4 | 25        | Auditorio del Estado, Mexicali |

## Quartas de final
Resultados
| 5 de junho de 2008 18:00 Relatório | Argentina      | 3 — 2                         | Canadá         | Auditorio del Estado, Mexicali |
| 5 de junho de 2008 18:00 Relatório | 22 26 25 21 15 | Set 1 Set 2 Set 3 Set 4 Set 5 | 25 24 14 25 13 | Auditorio del Estado, Mexicali |

| 5 de junho de 2008 20:00 Relatório | Estados Unidos | 1 — 3                   | Porto Rico  | Auditorio del Estado, Mexicali |
| 5 de junho de 2008 20:00 Relatório | 21 32 25 18    | Set 1 Set 2 Set 3 Set 4 | 25 34 14 25 | Auditorio del Estado, Mexicali |

## Nono lugar
Resultado
| 6 de junho de 2008 18:00 Relatório | Costa Rica | 3 — 1                   | México      | Auditorio del Estado, Mexicali |
| 6 de junho de 2008 18:00 Relatório | 31 18 25   | Set 1 Set 2 Set 3 Set 4 | 29 25 19 23 | Auditorio del Estado, Mexicali |

## Classificação do 5º ao 8º lugares
Resultados
| 6 de junho de 2008 14:00 Relatório | Peru     | 0 — 3             | Estados Unidos | Auditorio del Estado, Mexicali |
| 6 de junho de 2008 14:00 Relatório | 19 15 16 | Set 1 Set 2 Set 3 | 25             | Auditorio del Estado, Mexicali |

| 6 de junho de 2008 12:00 Relatório | Canadá        | 2 — 3                         | Venezuela      | Auditorio del Estado, Mexicali |
| 6 de junho de 2008 12:00 Relatório | 17 25 17 25 9 | Set 1 Set 2 Set 3 Set 4 Set 5 | 25 16 25 14 15 | Auditorio del Estado, Mexicali |

## Semifinais
Resultados
| 6 de junho de 2008 18:00 Relatório | Brasil | 3 — 0             | Argentina | Auditorio del Estado, Mexicali |
| 6 de junho de 2008 18:00 Relatório | 25     | Set 1 Set 2 Set 3 | 14 15 23  | Auditorio del Estado, Mexicali |

| 6 de junho de 2008 20:00 Relatório | República Dominicana | 3 — 1                   | Porto Rico  | Auditorio del Estado, Mexicali |
| 6 de junho de 2008 20:00 Relatório | 18 25                | Set 1 Set 2 Set 3 Set 4 | 25 19 22 17 | Auditorio del Estado, Mexicali |

## Sétimo lugar
Resultado
| 7 de junho de 2008 14:00 Relatório | Peru           | 3 — 2                         | Canadá     | Auditorio del Estado, Mexicali |
| 7 de junho de 2008 14:00 Relatório | 26 25 23 18 15 | Set 1 Set 2 Set 3 Set 4 Set 5 | 24 12 25 6 | Auditorio del Estado, Mexicali |

## Quinto lugar
Resultado
| 7 de junho de 2008 16:00 Relatório | Estados Unidos | 3 — 2                         | Venezuela  | Auditorio del Estado, Mexicali |
| 7 de junho de 2008 16:00 Relatório | 27 28 17 22 15 | Set 1 Set 2 Set 3 Set 4 Set 5 | 25 26 25 7 | Auditorio del Estado, Mexicali |

## Terceiro lugar
Resultado
| 7 de junho de 2008 18:00 Relatório | Argentina   | 3 — 1                   | Porto Rico  | Auditorio del Estado, Mexicali |
| 7 de junho de 2008 18:00 Relatório | 26 25 16 25 | Set 1 Set 2 Set 3 Set 4 | 24 18 25 18 | Auditorio del Estado, Mexicali |

## Final lugar
Resultado
| 7 de junho de 2008 20:00 Relatório | Brasil      | 2 — 3                         | República Dominicana | Auditorio del Estado, Mexicali |
| 7 de junho de 2008 20:00 Relatório | 24 28 25 11 | Set 1 Set 2 Set 3 Set 4 Set 5 | 26 30 22 19 15       | Auditorio del Estado, Mexicali |